# Copa da Liga Escocesa 1989–90
A Copa da Liga Escocesa de 1989-90 foi a 44º edição do segundo mais importante torneio eliminatório do futebol da Escócia. O campeão foi o Aberdeen F.C., que conquistou seu 4º título na história da competição ao vencer a final contra o Rangers F.C., pelo placar de 2 a 1.

## Premiação
| Copa da Liga Escocesa de 1989-90  |
| Escócia                           |
| --------------------------------- |
| Aberdeen F.C. Campeão (4º título) |